# Красна-Весь
Красна-Весь (підляський говір Krásne Sełó, Красне Село), (пол. Krasna Wieś) — село в Польщі, у гміні Ботьки Більського повіту Підляського воєводства.
Населення — 147 осіб (2011).
У 1975-1998 роках село належало до Білостоцького воєводства.

## Історія
Ймовірно, території були населені русинами ще за часів Київської Русі. 

## Галерея

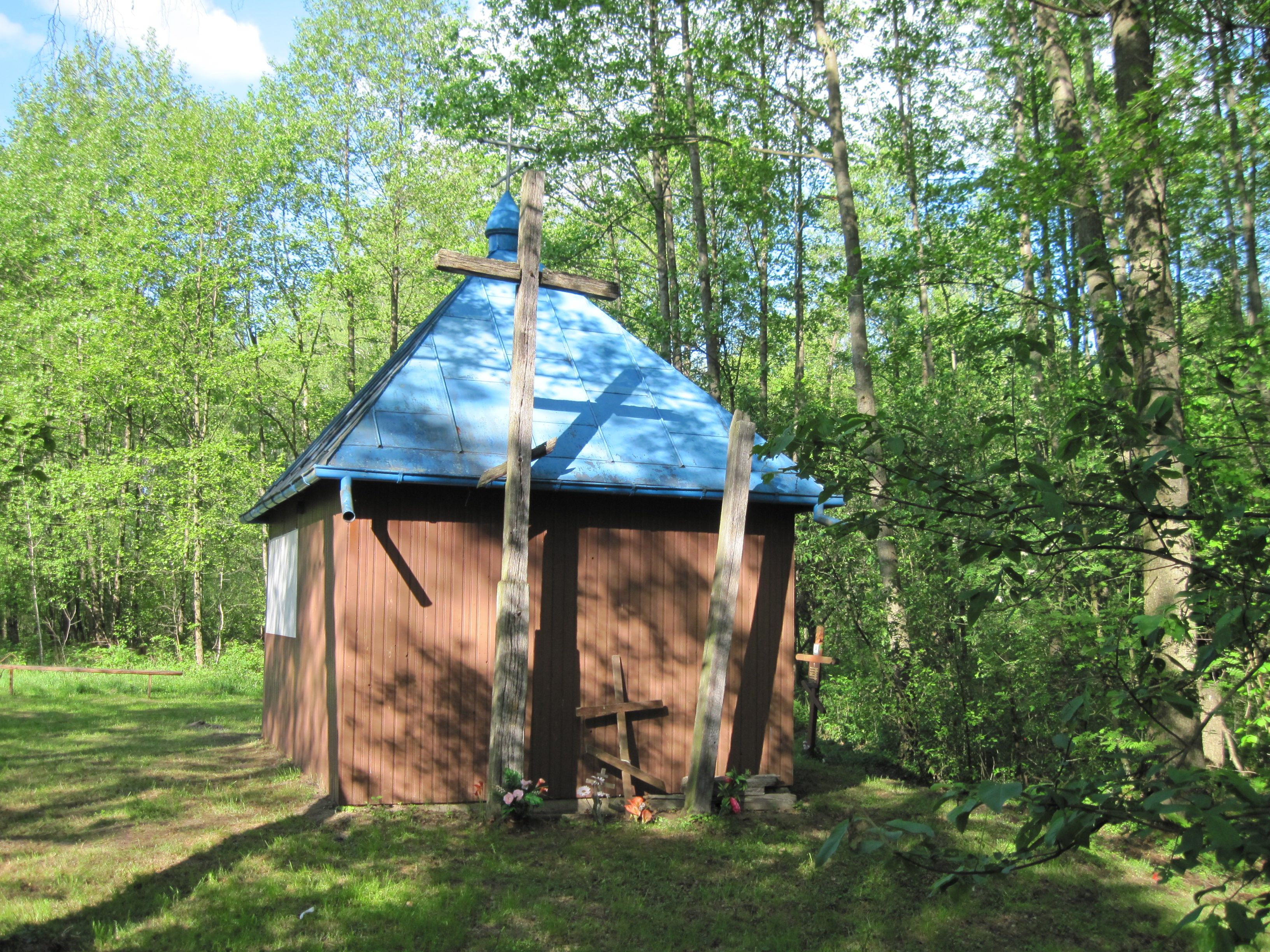
Криниця
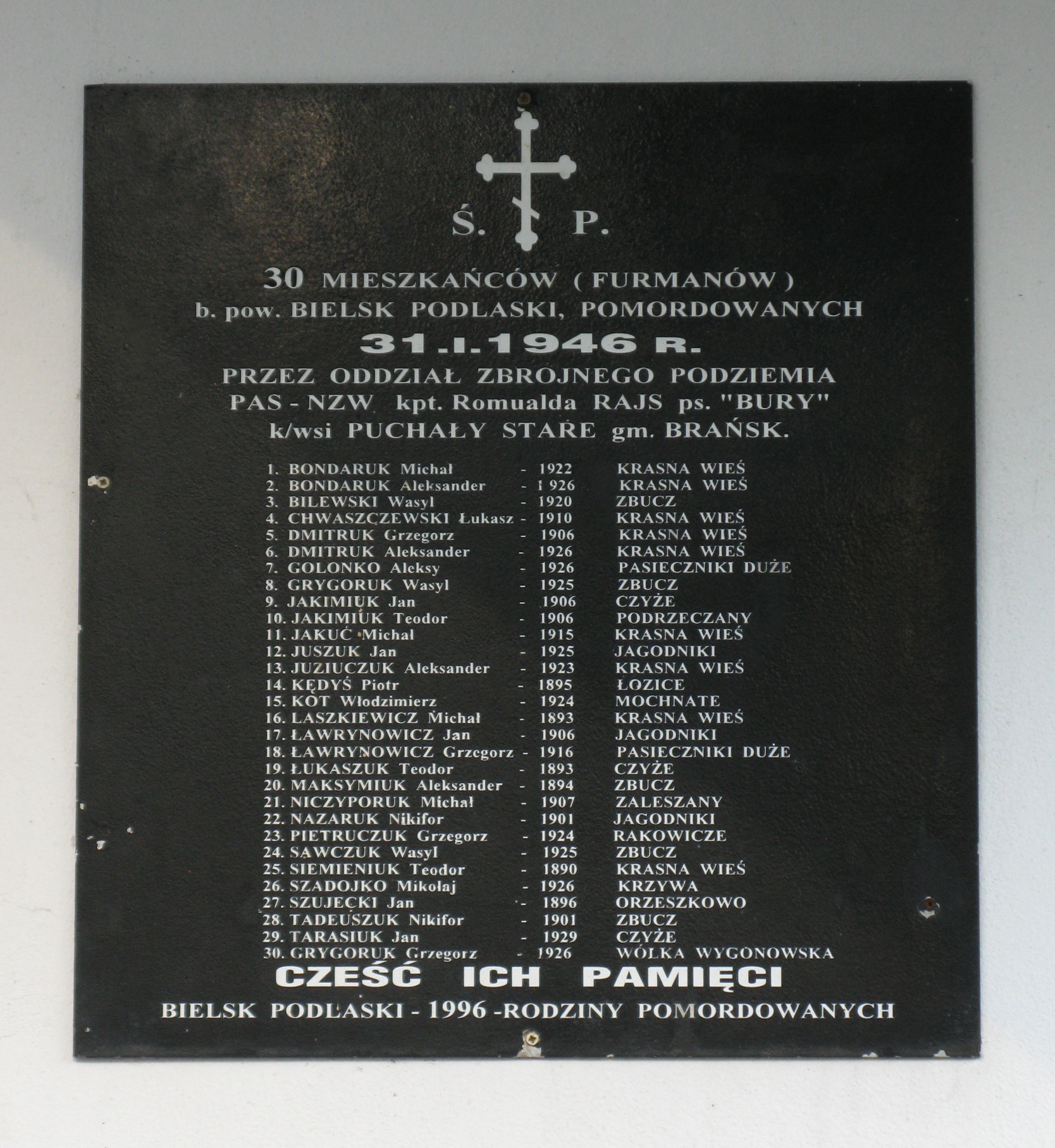
Геноцид[pl]

## Демографія
Демографічна структура станом на 31 березня 2011 року:
|          | Загалом | Допрацездатний вік | Працездатний вік | Постпрацездатний вік |
| -------- | ------- | ------------------ | ---------------- | -------------------- |
| Чоловіки | 68      | 7                  | 39               | 22                   |
| Жінки    | 79      | 5                  | 30               | 44                   |
| Разом    | 147     | 12                 | 69               | 66                   |